# Noordelijke dwergmeerkat
De noordelijke dwergmeerkat (Miopithecus ogouensis)  is een soort van het  geslacht dwergmeerkatten (Miopithecus). De wetenschappelijke naam van de soort werd voor het eerst geldig gepubliceerd door Kingdon in 1997.

## Voorkomen
De soort komt voor in Zuid-Kameroen, Equatoriaal Guinea, Gabon, Angola en Congo-Brazzaville.